# Julius Gumpel

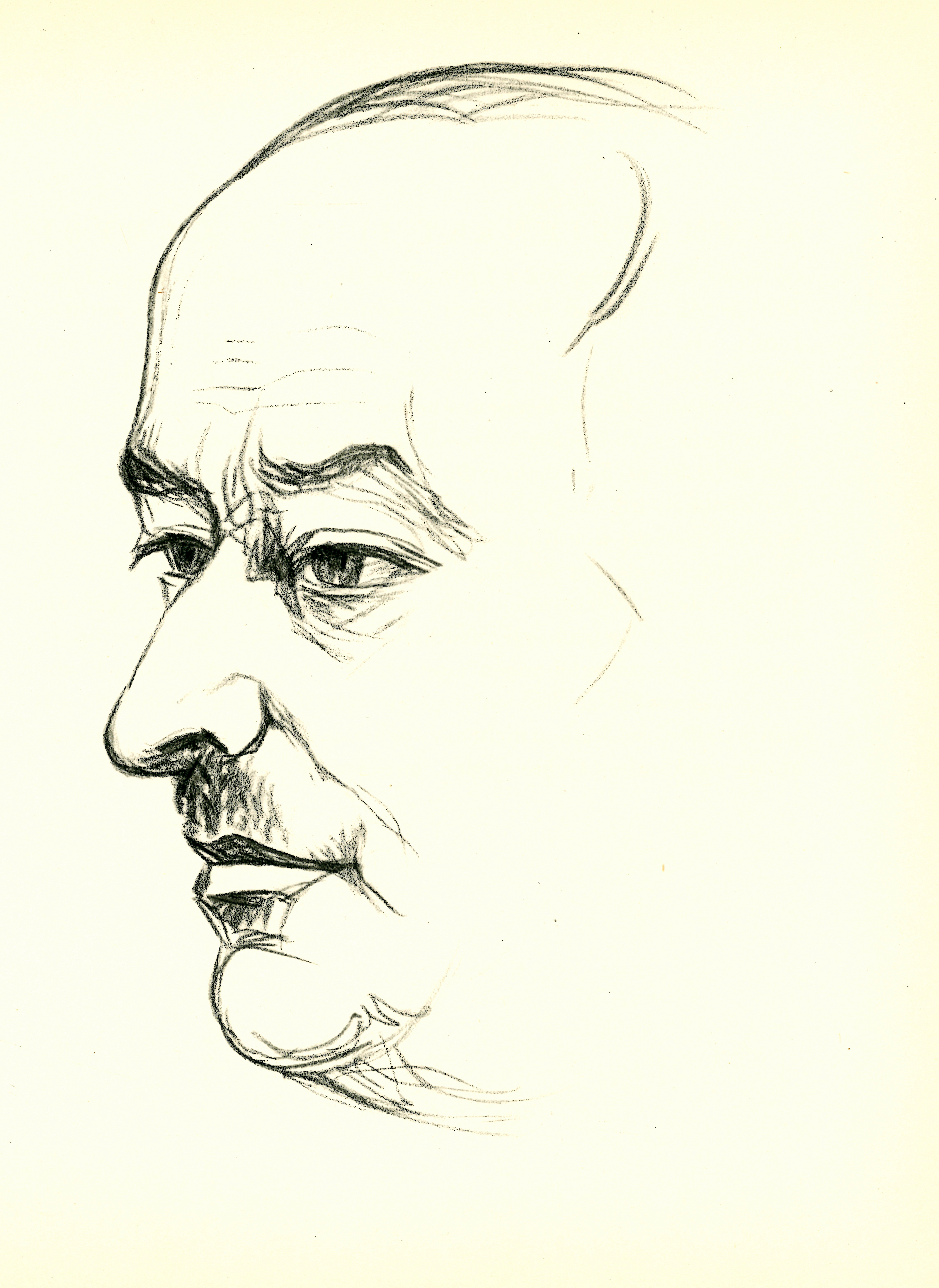
Nur wenige Jahre nach dieser Aufnahme verfolgt, enteignet, in die Vernichtungslager deportiert, verschleppt und ermordet: „Kommerzienrat Julius Gumpel“;
Zeichnung von August Heitmüller, um 1929

Julius Gumpel (geboren 27. Dezember 1865 in Lindhorst; gestorben Ende September 1942 im Vernichtungslager Treblinka) war ein deutscher Wirtschaftsführer, Kommerzienrat, Bankier und Unternehmer in der Kaliindustrie.

## Leben
Julius Gumpel war Mitglied der aus Lindhorst stammenden Familie Gumpel. Er durchlief eine Ausbildung zum Kaufmann in Harburg  und trat dann in das 1820 von seinem Vater gegründete Lindhorster Handelsgeschäft Z. H. Gumpel ein. 1889 wurde er Mitinhaber des Unternehmens und verlegte es in der späten Gründerzeit des Deutschen Kaiserreichs 1894 gemeinsam mit seinen Brüdern Max Gumpel und Hermann Gumpel nach Hannover, wo die drei das Unternehmen unter dem Namen Bankhaus Z. H. Gumpel zu einem modernen Bankhaus ausbauten.
Zusammen mit seinem älteren Bruder Hermann engagierte sich Julius Gumpel in den 1890er Jahren in der seinerzeit noch in den Anfängen steckenden Kaliindustrie im Raum Hannover und begründete den späteren Gumpel-Kalikonzern.
Julius Gumpel war Mitglied im Vorstand mehrerer Gruben und hatte zudem zahlreiche Mandate als Aufsichtsrat in der Industrie. Zudem war er Mitglied im Bezirksausschuss der Reichsbankhauptstelle Hannover und Aufsichtsratsvorsitzender der Mechanischen Weberei in Linden. Neben der Führung des Gumpelkonzerns leitete der Wirtschaftsführer auch andere Kaliunternehmen. Zudem bekleidete er vielfach führende Posten in der Zucker-, Eisen- und Elektroindustrie und wirkte teilweise auf weite Gebiete des damaligen Deutschen Reiches. Für diese Tätigkeiten wurde er bald mit dem Ehrentitel Kommerzienrat ausgezeichnet.
1896 wurde Gumpels Sohn Kurt geboren.
Noch vor dem Beginn des Ersten Weltkrieges ließ sich Gumpel in den Jahren 1913 bis 1914 durch den Architekten Fritz Torno eine Villa im hannoverschen Stadtteil Zoo errichten. Sie stand in der (heutigen) Zeppelinstraße 6 Ecke Lüerstraße. Das Bauwerk ist nicht erhalten. Die Villa wurde nach der Beschlagnahme als Obergauführerinnen-Schule des Bund deutscher Mädel genutzt.
Nachdem das Familienunternehmen Z. H. Gumpel zur Zeit der Weimarer Republik 1925 das Bankhaus Ephraim Meyer & Sohn übernommen hatte, wurde Julius Gumpel im Mai 1926 zunächst Mitinhaber der ehemals Meyerschen Firma, trat 1928 aus der Stammfirma seiner Familie aus und übernahm stattdessen die Leitung der von dieser übernommenen Bank.
Gumpel war Mitglied des Komitees verschiedener Förderer der Encyclopaedia Judaica, die ab 1928 in Berlin erschien.
Nach der „Machtergreifung“ durch die Nationalsozialisten im Jahr 1933 verlor Julius Gumpel sein gesamtes Vermögen durch Verfolgung und Enteignung. 1942 wurde er zunächst in das Konzentrationslager Theresienstadt deportiert und von dort aus nach Treblinka verschleppt, wo er bereits Ende September desselben Jahres ermordet wurde.